# جيمي بولوس
جيمي بولوس (بالإنجليزية: Jimmy Bulus؛ بالفرنسية: Jimmy Bulus) هو لاعب كرة قدم نيجيري ونيجري في مركز الوسط، ولد في 22 أكتوبر 1986 في كادونا في نيجيريا. شارك مع منتخب النيجر لكرة القدم. أما مع النوادي، فقد لعب مع أسفا ينينغا ونصر حسين داي.

## وصلات خارجية
- جيمي بولوس على موقع قاعدة بيانات كرة القدم.إي يو (الإنجليزية)
- جيمي بولوس على موقع ناشيونال فوتبول تيمز (الإنجليزية)